# Jeskyně Zlomísk
Jeskyně Zlomísk je jeskyně chráněná jako národní přírodní památka v katastrálním území obce Liptovský Ján v okrese Liptovský Mikuláš v Žilinském kraji na Slovensku. Chráněné území bylo vyhlášeno v roce 2001. Předmětem ochrany je jeskyně s nalezištěm plastického sintru v různých vývojových stupních.
Jeskyně leží v národním parku Nízké Tatry, na území národní přírodní rezervace Jánska dolina. Její dva vstupní otvory se nacházejí poblíž soutěsky nad vyvěráním Štiavnice v nadmořských výškách 809 a 854 m, přibližně 19 a 64 m nad tokem Štiavnice. Horní vchod je dobře přístupný a pravděpodobně odnepaměti známý pastýřům a dřevorubcům. Druhý vchod byl uměle proražený z důvodu snadnějšího přístupu do jeskynních prostor. Celková délka známých jeskynních prostor dosahuje 10 445 m s hloubkou 147 m.
V některých částech jeskyně se nachází bohatší krápníková výzdoba, zejména brčka a palicovité stalagmity vyrůstající z písčitých sedimentů. V jeskyni zimují čtyři druhy netopýrů. Početnější z nich je netopýr velký (Myotis myotis).